# NVI F.K.31
Il NVI F.K.31 era un aereo da caccia, monomotore e monoplano, sviluppato dall'azienda aeronautica olandese Nationale Vliegtuig Industrie nella prima metà degli anni venti del XX secolo, e prodotto in piccola serie.

## Storia del progetto
Nel 1920 l'ingegnere Frederick Koolhoven lasciò la British Aerial Transport Company, dove aveva progettato il caccia BAT F.K.23 Bantam, il biposto acrobatico F.K.27, e l'aereo passeggeri quadriposto F.K.26 Commercial per ritornare nei Paesi Bassi dove fu assunto come capo progettista presso la Nationale Vliegtuigindustrie (NVI), fondata nel 1922 a L'Aia. Il primo aereo da lui progettato presso la NVI fu il triposto F.K.29 equipaggiato con un propulsore Bristol Lucifer da 100 hp (75 kW). Ad esso seguì il progetto di un caccia biposto, che fu designato F.K.31. Il mockup dell'F.K.31 fu presentato per la prima volta al Salone dell'aeronautica di Parigi-Le Bourget nel 1922.  Il primo prototipo volò per la prima volta nel giugno 1923, nelle mani di un collaudatore inglese, ma i risultati furono negativi, tanto che venne riportato in fabbrica per essere ampiamente modificato. Ritornò in volo dall'aeroporto di Waalhaven (nei pressi di Rotterdam), sempre nelle mani del collaudatore inglese, nel gennaio 1924. La macchina destò subito interesse a causa del pesante armamento che poteva essere installato, fino a sette mitragliatrici da 7,7 mm, di cui quattro sparanti in avanti, due su affusto brandeggiabile sparanti all'indietro, e una fissa posizionata all'interno della parte bassa della fusoliera e sparante all'indietro. Il carico massimo di bombe era pari a 400 kg. Inoltre vi era la possibilità di montare un'ala di apertura più grande, sostituendo in tempi rapidi la precedente.

## Descrizione tecnica
Aereo da caccia, monoplano, monomotore, biposto, di costruzione lignea. La configurazione alare, monoplana, vedeva l'ala collegata alla fusoliera da una coppia di asta di controvento conformate a N.  La fusoliera era costruita in legno. L'impennaggio di coda era del tipo classico monoderiva, dotato di piani orizzontali controventati.
Il carrello d'atterraggio era un triciclo classico a V, fisso, dotato di ammortizzatori oleopneumatici, ed integrato posteriormente da un pattino d'atterraggio.
L'aereo era biposto dotato di una cabina di pilotaggio aperta, e posti in tandem, destinati all'pilota e all'osservatore/mitragliere. La visibilità in alto era garantita da un apposito spacco posto sul bordo di uscita dell'ala superiore.
La propulsione era affidata ad un motore radiale Bristol Jupiter IV a 9 cilindri raffreddati ad aria, erogante la potenza di 450 hp (340 kW) ed azionante un'elica bipala. Il velivolo saliva a 1 000 m in 4 minuti, a 2 000 m in 10 min, e a 3 000 m in 20 m.
L'armamento si basava su 4 mitragliatrici calibro 7,7 mm, e 400 kg di bombe.

## Impiego operativo
Nel 1923 la Luchtvaartafdeling-KNIL (LA-KNIL) era alla ricerca di un caccia-ricognitore biposto.  Il secondo prototipo fu portato alla base di Soesterberg (vicino a Utrecht) dal pilota belga Raparlier, dove fu sottoposto a test comparativi con un velivolo della Fokker. Sebbene il grosso della commessa fosse stato aggiudicato dalla Fokker, anche l'FK-31 ottenne un ordine per la produzione di quattro esemplari, matricole K421, K-422, K-423 e K-424.  Durante il servizio nelle Indie orientali olandesi questi aerei non diedero buoni risultati a causa della complessa menutenzione che richiedevano. Vennero dismessi nel corso del 1930, quando i loro motori avevano volato per una media di cinquanta ore.
Un ulteriore sviluppo si ebbe in Francia, in quanto il secondo prototipo venne lì trasferito dal pilota Raparlier nel settembre 1924, alla ricerca di ordini. Con esso il pilota francese Descamps batté alcuni record mondiali di velocità su circuito chiuso di 100, 200 e 500 km e carico utile di 500 kg. Rientrato nei Paesi Bassi nel febbraio 1925, l'aereo vanne definitivamente radiato in data 30 settembre 1926.
In seguito a questi risultati l'azienda Établissement Buscaylet-De Monge acquistò da Koolhoven la licenza di produzione e costruì un primo aereo (matricola F-AHAE), denominato De Monge M.101C2, equipaggiato con motore radiale Gnome-et-Rhône 9Ac. L'aereo fu ampiamente testato dall'Aéronautique Militaire, con esiti eccellenti, ma non vi furono ordini di produzione. Sempre alla ricerca di ordini l'aereo fu portato a Vienna sorvolando le Alpi svizzere, e poi trasferito in Polonia dove fu venduto.

### Finlandia
Per sostituire i bombardieri-ricognitori Breguet Bre 14 allora in servizio, la Suomen ilmavoimat si interessò al NVI F.K.31 visto in esposizione a Parigi-Le Bourget nel 1922. Nel febbraio 1925 venne emessa la relativa specifica, e il mese successivo fu ricevuta l'offerta della NVI, che fu accettata entro il mese di marzo. Il contratto fu firmato nel mese di aprile, e prevedeva la consegna di otto F.K.31, dieci motori Bristol Jupiter di scorta, e la relativa licenza di produzione dell'aereo per ulteriori sei velivoli. Degli otto aerei di produzione olandese, sei dovevano essere in versione bombardiere-ricognitore e due in versione idrovolante da ricognizione.
Nella primavera di quell'anno l'ingegnere Koolhoven lasciò la NVI, e fu subito chiaro che la ditta si trovava in una cattiva posizione finanziaria. Il contratto avrebbe potuto essere annullato, ma non fu fatto.
Nel mese di giugno una delegazione finlandese visitò la fabbrica della NVI scoprendo che i disegni tecnici per costruire gli aerei su licenza non erano pronti, e nel mese di agosto Asser Järvinen, presidente della Valtion Lentokonetehdas, ricevette l'incarico di prendere in consegna i primi tre velivoli, che dovevano essere consegnati il 31 luglio. Nel mese di settembre Järvinen dichiarò che le macchine non sarebbero state pronte neanche per il mese di settembre, ed erano state realizzate senza effettuare i relativi calcoli di resistenza della cellula.
Nell'ottobre dello stesso anno una commissione della Suomen ilmavoimat si recò nei Paesi Bassi per ritirare i primi tre esemplari e, dopo aver provato in volo il primo esemplare, scoprì subito che le prestazioni del velivolo non corrispondevano a ciò che era stato comunicato dall'azienda.
I primi due esemplari arrivarono in Finlandia nel mese di ottobre, ed emersero subito problemi legati alla scarsa visibilità del pilota in fase di decollo e di atterraggio; l'aereo risultava più pesante di 400 kg sul preventivato e ciò influiva sulla corsa di decollo,  il pilota aveva serie difficoltà ad abbandonare l'aereo in caso di lancio con il paracadute a causa della posizione dell'abitacolo, si verificarono perdite dai serbatoi del carburante, la parti di alluminio si ossidavano a causa dello scarso trattamento protettivo ricevuto, e inoltre, a causa della posizione dove era installato, in caso di forte vento il motore si spegneva in volo.
La licenza di produzione venne subito annullata, ma all'inizio del 1926 furono acquistati ulteriori 23 motori Jupiter di scorta. Tutti gli otto esemplari di produzione olandese furono consegnati entro il settembre 1926. Il primo incidente serio si verificò nell'aprile 1927 quando andò perso il primo F.K.31, precipitato in fase di atterraggio sul campo d'aviazione di Utti, con il comandante del reparto, Shnellman, che rimase gravemente ferito. Nel mese di agosto andarono persi altri due velivoli a causa di guasti al propulsore, con il comandante Shnallman che, nonostante non si fosse ancora ripreso del tutto dal precedente incidente, rimase ferito di nuovo, così come ferito rimase l'osservatore Vuori. Nel mese di settembre l'aviazione commissionò alla Valtion lentokonetehdas la costruzione di quattro esemplari, dotati di impennaggio di coda modificato, per rimpiazzare le perdite, ma essa non possedeva ancora i disegni originali del velivolo, e i tecnici dovettero smontarne uno di quelli in servizio per ricavarne i piani costruttivi. Nel mese di novembre il comando della Suomen ilmavoimat fermò tutte le attività di volo. Tuttavia, tra il dicembre 1929 e il febbraio 1930 furono consegnati i quattro aerei prodotti dalla Valtion Lentokonetehdas, che furono utilizzati pochissimo. Messi a terra definitivamente nel marzo 1931, vennero definitivamente radiati dal servizio nel novembre 1933, quando i loro motori avevano volato per una media variabile da 1,5 a 5,5 ore.  Durante il servizio nell'aeronautica finlandese gli F.K.31 furono soprannominati "Kolho" o "Kolhovene" (la versione idrovolante).
Subito dopo la consegna degli 8 esemplari finlandesi la NVI cessò ogni attività.

## Utilizzatori
Finlandia
- Suomen ilmavoimat

 Paesi Bassi
- Koninklijk Nederlandsch-Indisch Leger

### Annotazioni
1. ↑  Nessuno di questi modelli era stato riprodotto in serie.
2. ↑  Azienda successivamente confluita nella Valmet.
3. ↑  Ci furono problemi anche per costruire le parti in alluminio, in quanto all'epoca in Finlandia non esisteva un impianto per realizzarle.
4. ↑  L'esemplare KO-66 volò solo per un'ora e mezza.

### Fonti
1. ↑  Green, Swanborough 1994, p. 461.
2. 1 2 3 4 5 6 7 8 9 10 11 12  Heinonen, Valtonen 2010, p. 71.
3. 1 2 3 4 5 6 7 8 9 10 11 12 13 14 15 16 17 18 19 20 21 22 23  Уголок неба.
4. 1 2 3 4 5 6 7 8 9 10  Den Ouden.
5. 1 2  Brand 2007, p. 89.
6. 1 2 3 4 5 6 7 8  Home kpn.
7. 1 2 3 4 5 6  Raunio 2005, pp. 108-109.
8. ↑  Heinonen 1992, p. 71.
9. 1 2  Flight, 5 february 1925, p. 72.
10. ↑  Flight, 26 november 1925, p. 781.
11. ↑  Raunio 2005, p. 51.
12. 1 2 3 4 5  Raunio 2005, pp. 110-115.

### Periodici
- (EN) A Record Breaker, in Flight. The Aicraft Engineer and Airship, n. 841, Kingsway, 5 february 1925,  p. 72.
- (EN) Jupiters in Holland, in Flight. The Aicraft Engineer and Airship, n. 884, Kingsway, 26 november 1925,  p. 781.